# Oboe d'amore
Een oboe d'amore, ook wel liefdeshobo genoemd, is een muziekinstrument, dat tot de houtblazers wordt gerekend. De oboe d'amore is een dubbelriet aangeblazen instrument, dat erg lijkt op de hobo. Maar in vergelijking met de hobo is de oboe d'amore iets groter en heeft het een iets rustigere en serene klank. De oboe d'amore wordt wel de alt of mezzo-sopraan onder de hobo's genoemd en klinkt een kleine terts (anderhalve toon) lager dan de hobo en een grote terts (twee hele tonen) hoger dan de althobo. Het is een transponerend instrument, wat betekent dat de oboe d'amore ook een kleine terts lager klinkt dan wat op papier wordt genoteerd.
De oboe d'amore werd in de 18e eeuw uitgevonden en voor het eerst gebruikt door Christoph Graupner in Wie wunderbar ist Gottes Güt. Johann Sebastian Bach schreef regelmatig muziekstukken waarin de oboe d'amore gebruikt werd, waaronder een concert, veel van zijn cantates en het "Qui sedes" uit de Hohe Messe. Bachs tijdgenoot Georg Philipp Telemann gebruikte de oboe d'amore regelmatig en schreef o.a. twee concerten voor het instrument (A-groot en G-groot).
In de tweede helft van de 18e eeuw verloor de oboe d'amore zijn populariteit. Pas aan het einde van de 19e eeuw werd het instrument herontdekt en gebruikt door componisten als Richard Strauss, Claude Debussy, Maurice Ravel en Frederick Delius. Het bekendste moderne muziekstuk waarin de oboe d'amore gebruikt wordt is de Bolero van Ravel.